# Omar Benabdeljalil
Pour les articles homonymes, voir Benabdeljalil.
Omar Benabdeljalil (ou Omar Abdeljalil) est un homme politique marocain, l'un des fondateurs et des principaux dirigeants du mouvement national marocain et du Parti de l'Istiqlal. Il est l'un des 10 signataires du Plan de Réformes marocaines de 1934, et parmi les signataires du Manifeste de l'indépendance du 11 janvier 1944.
Après l'indépendance du Maroc, il a notamment été ministre de l’Agriculture dans le gouvernement Bekkay Ben M'barek Lahbil à la suite du remaniement du 26 octobre 1956. Lors du gouvernement Ahmed Balafrej, il a occupé le poste de ministre de l'Éducation nationale. Il a également été le premier président de la Banque populaire (Maroc).
Il a pour frère Jean Mohamed Ben Abdejlil, prêtre catholique marocain.